# Hangable Auto Bulb
Albums de AFX
4 Tracks [EP]
(2005) Chosen Lords [CD]
(2006)
Albums de AFX
Analogue Bubblebath 5 [LP]
(1995) Analogue Bubblebath 3.1 [EP]
(1997)
Hangable Auto Bulb est une série de deux EP composés par Richard D. James sous son alias AFX, initialement publiés respectivement le 16 octobre 1995 et le 11 décembre 1995. Les deux EP sont réédités dans un album CD publié le 31 octobre 2005.

## Liste des titres
| A1. | Children Talking     | 5:20 |
| A2. | Hangable Auto Bulb   | 6:49 |
| B1. | Laughable Butane Bob | 2:58 |
| B2. | Bit                  | 0:06 |
| B3. | Custodian Discount   | 4:28 |
| B4. | Wabby Legs           | 4:25 |

| A. | Every Day           | 3:44 |
| B. | Arched Maid Via RDJ | 5:23 |

| 1. | Children Talking     | 5:23 |
| 2. | Hangable Auto Bulb   | 6:53 |
| 3. | Laughable Butane Bob | 3:03 |
| 4. | Bit                  | 0:12 |
| 5. | Custodian Discount   | 4:31 |
| 6. | Wabby Legs           | 5:36 |
| 7. | Arched Maid Via RDJ  | 5:26 |
| 8. | Every Day            | 3:51 |